# 高鸣 (元朝)
高鸣（1209年—1274年），字雄飞，号河东，真定（今河北省正定县）人，元朝政治人物。
高鸣年少时以文学知名。旭烈兀将要西征，听说他的本事，遣使相召，高鸣陈述西征二十余策，于是被荐为分地彰德路总管。中统元年（1260年），忽必烈即位，高鸣被任命为翰林学士，兼太常少卿。至元五年（1268年）立御史台，高鸣为侍御史，风纪条章，多所裁定。选任名士，所荐居多，以敢言为忽必烈所知。至元九年（1272年），升吏部、礼部尚书。至元十一年（1274年）去世。著有《河东文集》五十卷，已佚。